# Ívar Ingimarsson
Ívar Ingimarsson, född 20 augusti 1977, är en isländsk före detta fotbollsspelare. 